# 讷利斯
讷利斯（法語：Neulise，法語發音：[nøliz]）是法国卢瓦尔省的一个市镇，位于该省中北部，属于罗阿讷区。

## 地理
讷利斯（45°54'8"N, 4°10'48"E）面积22.99 平方千米，位于法国奥弗涅-罗讷-阿尔卑斯大区卢瓦尔省，该省份为法国中南部省份，北起顺时针与索恩-卢瓦尔省、罗讷省、伊泽尔省、阿尔代什省、上盧瓦爾省、多姆山省和阿列省接壤。
与讷利斯接壤的市镇（或旧市镇、城区）包括：诺镇、旺德朗日、冈河畔克鲁瓦泽、皮奈、圣若达尔、圣瑞斯特拉庞迪、圣马塞尔德费利讷、圣普列斯特拉罗什、圣桑福里安德莱。

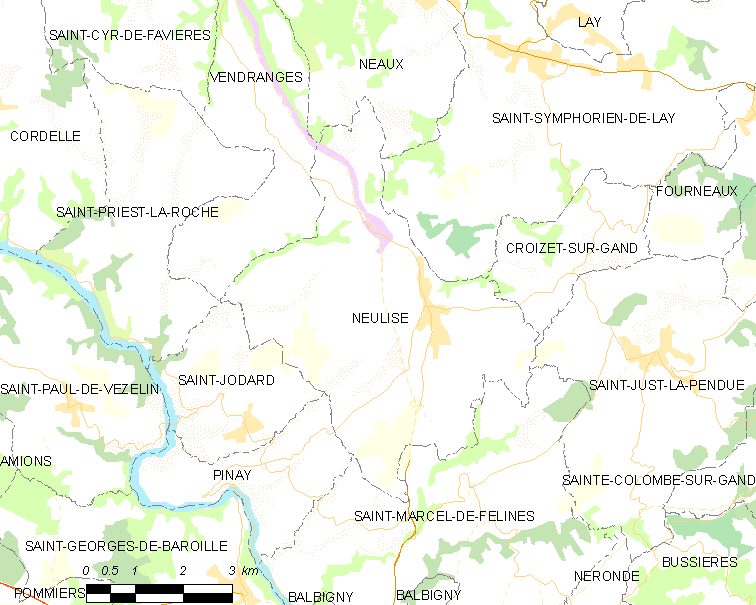
讷利斯的OSM定位图

讷利斯的时区为UTC+01:00、UTC+02:00（夏令时）。

## 行政
讷利斯的邮政编码为42590，INSEE市镇编码为42156。

## 政治
讷利斯所属的省级选区为勒科托县。

## 人口

1962-2008年间讷利斯人口变化图示

讷利斯于2022年1月1日时的人口数量为1356人。